# Arquidiocese de Kaduna
A Arquidiocese de Kaduna (Archidioecesis Kadunaensis) é a Sede Metropolitana da província eclesiástica de Kaduna na Nigéria. A sede do arcebispo é a Catedral de São José em Kaduna.

## História
- 1911.08.24: A Prefeitura Apostólica do Leste da Nigéria foi criada a partir da Prefeitura Apostólica do Alto Níger e tinha Shendam como sede. Kano, depois uma estação principal de missão sob Kaduna, foi aberta em Shendam, mas o próprio Kaduna foi administrado em Asaba (sede da Prefeitura do Alto Níger, que posteriormente se tornou o Apostólico Vicariado da Nigéria Ocidental).
- 1929.07.18: renomeada como Prefeitura Apostólica do Norte da Nigéria
- 1934.04.09: Renomeada como Prefeitura Apostólica de Kaduna
- 1953.06.29: Promovida como diocese de Kaduna
- 1959.07.16: Promovida como Arquidiocese Metropolitana de Kaduna

## Prelados
|                       | Nome                                  | Período    | Notas                                        |
| Arcebispos            | Arcebispos                            | Arcebispos | Arcebispos                                   |
| --------------------- | ------------------------------------- | ---------- | -------------------------------------------- |
| 3º                    | Matthew Man-Oso Ndagoso               | 2007-      | Atual                                        |
| 2º                    | Peter Yariyok Jatau                   | 1975-2007  |                                              |
| 1º                    | John Joseph MacCarthy, S.M.A.         | 1959-1975  |                                              |
| Arcebispo coadjutor   |                                       |            |                                              |
|                       | Peter Yariyok Jatau                   | 1972-1975  |                                              |
| Bispo                 |                                       |            |                                              |
| 1º                    | John Joseph MacCarthy, S.M.A.         | 1953-1959  | Elevado à Arcebispo                          |
| Prefeitos apostólicos |                                       |            |                                              |
| 5º                    | John Joseph MacCarthy, S.M.A.         | 1943-1953  | Nomeado Bispo diocesano                      |
| 4º                    | Thomas P. Hughes, S.M.A.              | 1934-1943  | Nomeado Vigário apostólico de Ondo-Ilorin    |
| 3º                    | William Thomas Porter, S.M.A.         | 1930-1933  | Nomeado Vigário apostólico da Costa d'Oro    |
| 2º                    | Francis O 'Rourke, S.M.A.             | 1929-1930  | Nomeado Vigário apostólico da Costa do Benin |
| 1º                    | Joseph Oswald Timothée Waller, S.M.A. | 1912-1929  |                                              |